# Summer House (programa de televisión)
Summer House es un programa de televisión de telerrealidad estadounidense transmitido por Bravo que se estrenó el 9 de enero de 2017.

## Producción

#### Temporada 1
El programa sigue a un grupo de amigos que comparten una vacaciones de verano en Montauk, Nueva York. La primera temporada incluyen a nueve miembros del reparto Kyle Cooke, Cristina Gibson, Lindsay Hubbard, Stephen McGee, Carl Radke, Jaclyn Shuman, Everett Weston, y las hermanas gemelas Ashley y Lauren Wirkus.
El 9 de enero de 2017, durante el décimo episodio de la quinta temporada de Vanderpump Rules titulado "Summer House Rules", se lanzó un tráiler de Summer House. Dicho episodio que tuvo una duración de dos horas, mostró a las miembros del reparto de Vanderpump Rules Katie Maloney, Kristen Doute, Scheana Marie y Stassi Schroeder dirigiéndose a Nueva York y visitando así la casa en donde se graba el programa junto al reparto. Después de que el elenco de Vanderpump Rules partiera de Nueva York, la segunda mitad del episodio presentó principalmente a elenco de Summer House. La segunda mitad del episodio contó con un índice de audiencia de 842.000 espectadores.
La casa de la primera temporada se encuentra en 90 Napeague Harbour Road. El rodaje se llevó a cabo en espacios privados de la zona.

#### Temporada 2–3
En abril de 2017 Bravo anunció la renovación del programa para una segunda temporada. Sin embargo, la ciudad de East Hampton negó el permiso para filmar en la misma casa en donde ya había sido filmada anteriormente. Más tarde los propietarios señalaron que la casa no se podía usar con fines comerciales, violando los códigos de la ciudad que prohíben que 4 personas no relacionadas vivan en una casa y que la casa no estaba en el registro de alquiler de la ciudad como se requería en 2017.
Bravo anunció en noviembre de 2017 el estreno de la segunda temporada para el 22 de enero de 2018, incluye a los nuevos miembros del reparto Amanda Batula, Danielle Olivera y Amit Neuman. El miembro original Ashley Wirkus hizo una aparición recurrente. La casa de la segunda temporada donde comenzó el rodaje el 23 de junio de 2017 está en 1451 Deerfield Road, Water Mill, en Southampton, Nueva York.
La tercera temporada se estrenó el 4 de marzo de 2019. Los miembros originales del reparto Stephen McGee y Lauren Wirkus no regresaron al programa. Presenta por primera vez a Paige DeSorbo, Jordan Verroi y Hannah Berner.

#### Temporada 4–6
El 11 de junio de 2019, se informó que Danielle Olivera y Jordan Verroi no regresarían al programa como miembros principales para la cuarta temporada, en cambio realizaron apariciones recurrentes. La cuarta temporada se estrenó el 5 de febrero de 2020, presentando a los nuevos miembros del reparto Jules Daoud y Luke Gulbranson.
La quinta temporada se estrenó el 4 de febrero de 2021. Danielle Olivera y Jordan Verroi volvieron a ser presentados como miembros principales. Ciara Miller se unió al reparto al igual que Stephen Traversie, esta última como miembro recurrente. Un teaser de la primera temporada de Winter House fue lanzado después del final de temporada el 22 de abril de 2021.
La sexta temporada se estrenó el 17 de enero de 2022.  Andrea Denver, Mya Allen y Alex Wach de Winter House se unieron al reparto al reparto. Hannah Berner al programa.

#### Temporada 7– en adelante
La séptima temporada se estrenó el 13 de febrero de 2023. Presenta por primera vez a Samantha Feher, Chris Leoni y Gabby Prescod. Andrea Denver regresó como miembro recurrente acompañada por el miembro del elenco de Winter House, Kory Keefer.
La octava temporada se estrenó el 22 de febrero de 2024. La novena temporada se estrenará el 12 de febrero de 2025.

## Reparto
| Miembros del reparto            | Temporadas | Temporadas | Temporadas | Temporadas | Temporadas | Temporadas | Temporadas | Temporadas | Temporadas |
| Miembros del reparto            | 1          | 2          | 3          | 4          | 5          | 6          | 7          | 8          | 9          |
| ------------------------------- | ---------- | ---------- | ---------- | ---------- | ---------- | ---------- | ---------- | ---------- | ---------- |
| Cristina Gibson                 | Principal  |            |            |            |            |            |            |            |            |
| Everett Weston                  | Principal  | Invitado   | Invitado   | Invitado   |            | Invitado   |            |            |            |
| Jaclyn Shuman                   | Principal  |            |            |            |            |            |            |            |            |
| Ashley Wirkus                   | Principal  | Recurrente |            |            |            |            |            |            |            |
| Lauren Wirkus                   | Principal  | Principal  |            |            |            |            |            |            |            |
| Stephen McGee                   | Principal  | Principal  |            |            |            |            |            |            |            |
| Carl Radke                      | Principal  | Principal  | Principal  | Principal  | Principal  | Principal  | Principal  | Principal  | Principal  |
| Kyle Cooke                      | Principal  | Principal  | Principal  | Principal  | Principal  | Principal  | Principal  | Principal  | Principal  |
| Lindsay Hubbard                 | Principal  | Principal  | Principal  | Principal  | Principal  | Principal  | Principal  | Principal  | Principal  |
| Amanda Batula                   | Invitada   | Principal  | Principal  | Principal  | Principal  | Principal  | Principal  | Principal  | Principal  |
| Amit Neuman                     |            | Principal  | Invitado   |            |            |            |            |            |            |
| Danielle Olivera                |            | Principal  | Principal  | Recurrente | Principal  | Principal  | Principal  | Principal  | Invitada   |
| Jordan Verroi                   |            |            | Principal  | Recurrente |            |            |            |            |            |
| Hannah Berner                   |            |            | Principal  | Principal  | Principal  |            |            |            |            |
| Paige DeSorbo                   |            |            | Principal  | Principal  | Principal  | Principal  | Principal  | Principal  | Principal  |
| Jules Daoud                     |            |            |            | Principal  |            |            |            |            |            |
| Luke Gulbranson                 |            |            |            | Principal  | Principal  | Principal  | Invitado   |            |            |
| Ciara Miller                    |            |            |            |            | Principal  | Principal  | Principal  | Principal  | Principal  |
| Alex Wach                       |            |            |            |            |            | Principal  |            |            |            |
| Andrea Denver                   |            |            |            |            |            | Principal  | Recurrente | Invitada   |            |
| Mya Allen                       |            |            |            |            |            | Principal  | Principal  |            |            |
| Chris Leoni                     |            |            |            |            |            |            | Principal  | Invitado   |            |
| Samantha Feher                  |            |            |            |            |            |            | Principal  | Invitada   |            |
| Gabby Prescod                   |            |            |            |            |            |            | Principal  | Principal  | Principal  |
| Jesse Solomon                   |            |            |            |            |            |            |            | Principal  | Principal  |
| West Wilson                     |            |            |            |            |            |            |            | Principal  | Principal  |
| Imrul Hassan                    |            |            |            |            |            |            |            |            | Principal  |
| Lexi Wood                       |            |            |            |            |            |            |            |            | Principal  |
| Miembros del reparto recurrente |            |            |            |            |            |            |            |            |            |
| Kory Keefer                     |            |            |            |            |            |            | Recurrente |            |            |

## Episodios
| Temporada | Temporada | Episodios | Estreno               | Estreno             |
| Temporada | Temporada | Episodios | Inicio                | Final               |
| --------- | --------- | --------- | --------------------- | ------------------- |
|           | 1         | 10        | 9 de enero de 2017    | 13 de marzo de 2017 |
|           | 2         | 12        | 22 de enero de 2018   | 3 de abril de 2018  |
|           | 3         | 14        | 4 de marzo de 2019    | 3 de junio de 2019  |
|           | 4         | 14        | 5 de febrero de 2020  | 6 de mayo de 2020   |
|           | 5         | 24        | 4 de febrero de 2021  | 6 de mayo de 2021   |
|           | 6         | 17        | 17 de enero de 2022   | 16 de mayo de 2022  |
|           | 7         | 17        | 13 de febrero de 2023 | 5 de junio de 2023  |
|           | 8         | 17        | 22 de febrero de 2024 | 13 de junio de 2024 |
|           | 9         | –         | 25 de febrero de 2025 | –                   |

## Winter House (programa de televisión)
Winter House es un programa de televisión de telerrealidad estadounidense transmitido por Bravo que se estrenó el 30 de octubre de 2021. En febrero de 2021, se informó que se estaba desarrollando un nuevo formato de Summer House.

## Producción
La primera temporada  se estrenó el 20 de octubre de 2021 y tuvo un total de seis episodios. Los miembros del reparto de Summer House Amanda Batula, Kyle Cooke, Paige DeSorbo, Luke Gulbranson, Lindsay Hubbard y Ciara Miller se unen a Craig Conover y Austen Kroll de Southern Charm para un viaje a Stowe, Vermont.
Además del elenco de Summer House y Southern Charm, se presenta a cuatro nuevos miembros del elenco; Andrea Denver, Julia McGuire, Gabrielle Kniery y Jason Cameron. Una vista previa de la sexta temporada de Summer House apareció después del final de temporada el 24 de noviembre de 2021. En mayo de 2022 se reveló el primer teaser de la segunda temporada. Presenta por primera vez a Rachel Clark, Kory Keefer y Jessica Stocker. La tercera temporada de la serie se filmó en Steamboat Springs, Colorado y se estrenó el 24 de octubre de 2023.
En febrero de 2024, la serie se puso en pausa y no regresaría para una cuarta temporada.

## Reparto
| Miembros del reparto            | Temporadas | Temporadas | Temporadas |
| Miembros del reparto            | 1          | 2          | 3          |
| ------------------------------- | ---------- | ---------- | ---------- |
| Andrea Denver                   | Principal  |            |            |
| Gabrielle Kniery                | Principal  |            |            |
| Julia McGuire                   | Principal  |            |            |
| Lindsay Hubbard                 | Principal  | Recurrente |            |
| Austen Kroll                    | Principal  | Principal  |            |
| Ciara Miller                    | Principal  | Principal  |            |
| Craig Conover                   | Principal  | Principal  |            |
| Jason Cameron                   | Principal  | Principal  |            |
| Luke Gulbranson                 | Principal  | Principal  |            |
| Paige DeSorbo                   | Principal  | Principal  |            |
| Amanda Batula                   | Principal  | Principal  | Principal  |
| Kyle Cooke                      | Principal  | Principal  | Principal  |
| Jessica Stocker                 |            | Principal  |            |
| Rachel Clark                    |            | Principal  |            |
| Kory Keefer                     |            | Principal  | Principal  |
| Tom Sandoval                    |            | Recurrente | Principal  |
| Brian Benni                     |            |            | Principal  |
| Casey Craig                     |            |            | Principal  |
| Jordan Emanuel                  |            |            | Principal  |
| Katie Flood                     |            |            | Principal  |
| Danielle Olivera                |            |            | Principal  |
| Alex Propson                    |            |            | Principal  |
| Malia White                     |            |            | Principal  |
| Miembros del reparto recurrente |            |            |            |
| Carl Radke                      |            | Recurrente |            |
| Tom Schwartz                    |            | Recurrente |            |
| Aesha Scott                     |            |            | Recurrente |
| Rhylee Gerber                   |            |            | Recurrente |
| Samantha Feher                  |            |            | Recurrente |
| Sandy Yawn                      |            |            | Recurrente |

## Episodios
| Temporada | Temporada | Episodios | Estreno               | Estreno                 |
| Temporada | Temporada | Episodios | Inicio                | Final                   |
| --------- | --------- | --------- | --------------------- | ----------------------- |
|           | 1         | 6         | 30 de octubre de 2021 | 4 de diciembre de 2021  |
|           | 2         | 9         | 13 de octubre de 2022 | 8 de diciembre de 2022  |
|           | 3         | 10        | 24 de octubre de 2023 | 19 de diciembre de 2023 |